# Woody (Toy Story)

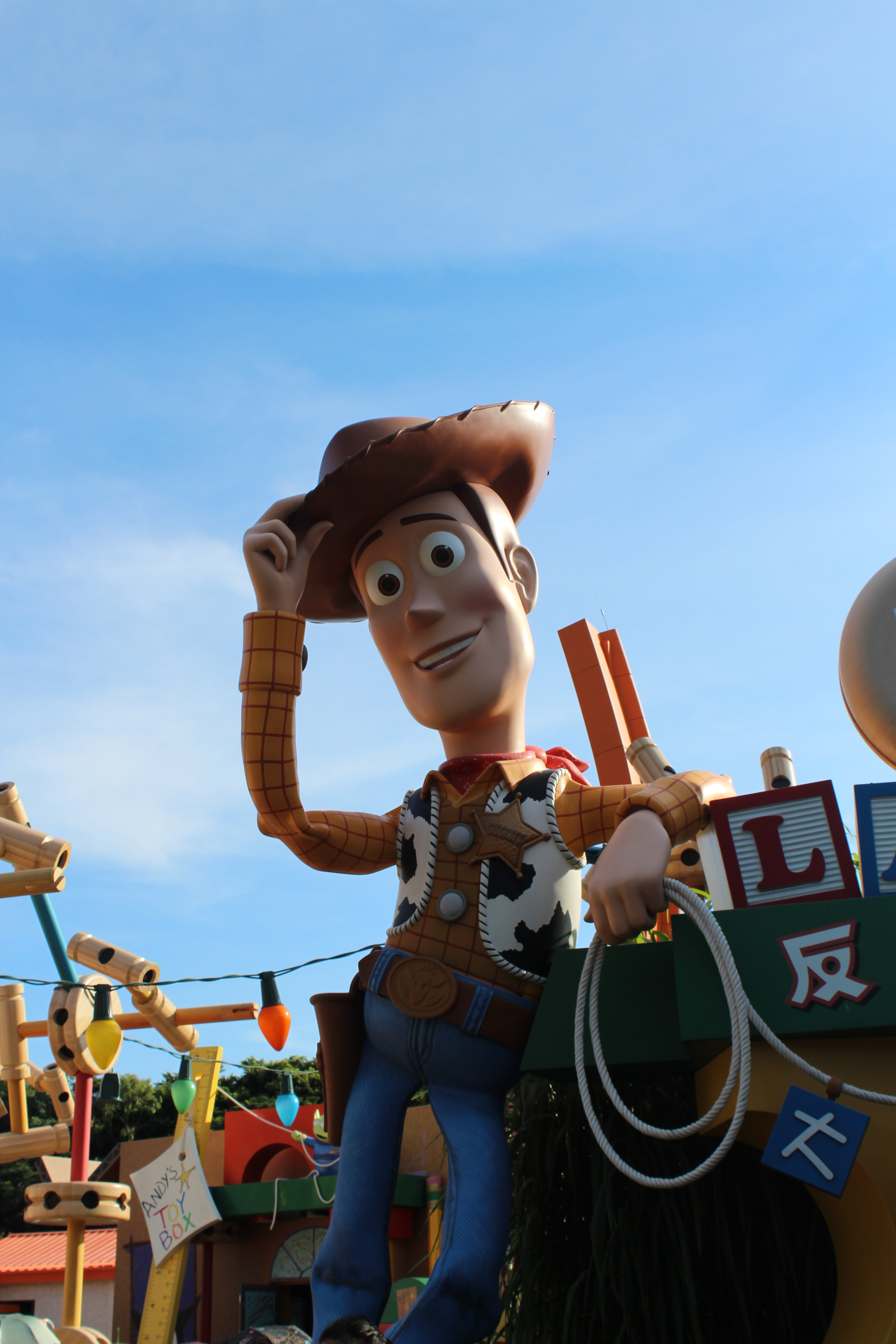

Sheriff Woody Pride, een speelgoedcowboy, is een personage uit de (3D-)animatiefilms Toy Story. Zijn Engelse stem werd voor de films gedaan door Tom Hanks en voor de kleinere projecten, zoals videogames en korte films, door Toms jongere broertje Jim Hanks. In de Nederlandse nasynchronisatie heeft Woody verschillende stemacteurs gehad, in de Vlaamse versie werd Woody in alle vier de films ingesproken door Warre Borgmans.

## Beschrijving
Woody is het lievelingsspeeltje van Andy, zoals te merken aan het begin van de film Toy Story. Maar voor zijn verjaardag krijgt Andy een nieuw speeltje genaamd Buzz Lightyear. Buzz is nieuwer en moderner dan Woody. Woody wil eerst dat Buzz vertrekt, maar later worden ze goede vrienden. In de Nederlandse nasynchronisatie van de film werd Woody ingesproken door Gijs Scholten van Aschat.
In Toy Story 2 wordt Woody gestolen door een man genaamd Al. Hij probeert hem naar een speelgoedmuseum te brengen en daarmee rijk te worden. Woody gaat tijdelijk naar Al's Speelkeet. Daar raakt hij bevriend met Jessie en haar paard Bullebeest (in het Engels Bullseye genoemd). Uiteindelijk wordt hij gered door Buzz en Andy's andere speelgoed. In de Nederlandse nasynchronisatie van de film werd Woody ingesproken door Peter Paul Muller.
In Toy Story 3 is Andy inmiddels al 17 jaar en hoeft speelgoed voor hem niet meer. Daarom besluiten de speelgoedfiguren zichzelf te schenken aan een dagverblijf genaamd Sunnyside, dat wordt bestuurd door een boosaardige beer genaamd Lotso, die zich lieflijk voordoet. Wanneer Woody door een meisje genaamd Bonnie vanuit het dagverblijf mee naar huis wordt meegenomen, vertelt Bonnies speelgoed hem hoe slecht Lotso is. Woody besluit daarop het speelgoed te helpen ontsnappen, wat hem ook lukt. In de Nederlandse nasynchronisatie van de film werd Woody ingesproken door Huub Dikstaal. 
In Toy Story 4 wonen alle speelgoedfiguren die vroeger van Andy waren bij Bonnie. Woody wordt echter niet zo vaak door Bonnie gekozen als speelgoed om mee te spelen en blijft vaak in de kast achter. Forky, een 'speeltje' in elkaar geknutseld door Bonnie, wordt Bonnies nieuwe lievelingsspeelgoed. Wanneer blijkt dat Forky zich als afval voelt, daar hij voornamelijk gemaakt is van afval, leert Woody hem dat al het speelgoed een eerlijke kans verdient. Huub Dikstaal keerde in deze film terug als de Nederlandse stem van Woody. 

## In andere media

### Computerspellen
Sinds 2013 is er een verzamelfiguur van het personage Woody voor het computerspel Disney Infinity. Zodra deze figuur op een speciale plaats wordt gezet, verschijnt het personage online in het spel. De Nederlandse stem voor het spel is ingesproken door Huub Dikstaal.